# Церковь Энонкоски
Церковь Энонкоски (фин. Enonkosken kirkko) — евангелическо-лютеранская церковь в коммуне Энонкоски, провинция Южное Саво, Финляндия. Построена в 1886 году по проекту архитектора Магнуса Шерфбека. Вмещает до 600 прихожан.

## История
Долгое время в Энонкоски не было своей церкви. Верующие были вынуждены ездить на гребных лодках для посещения в главный приходской храм в Керимяки. В 1858 году на озере Верхнее Энонвеси произошёл несчастный случай, когда затонула одна из церковных лодок. Погибли 8 человек. Русский предприниматель, владелец местного стекольного завода и лесопилки, решил построить для посёлка собственную церковь, чтобы прихожане не подвергались риску. Напоминанием о трагедии, которая стала причиной появления храма, служит крест на колокольне. Он повёрнут не ко входу, как это должно быть обычно, а в сторону озера.
Первоначально на этом месте возвели деревянный храм, который сгорел в пожаре 1884 года. Спустя два года здание было отстроено заново. Позже здание ещё несколько раз перестраивалось. Последние ремонты проходили в 1985 и 2000 годах.
Внутри церкви расположен орган, производства финской компании «Марти Портан». Алтарь был расписан Альбертом Молиисом в 1900 году.
При церкви находится небольшое военное кладбище.